# الفرقة البيضاء
الفرقة البيضاء (بالإيطالية: Lo squadrone bianco)‏ هو فيلم حربي إيطالي أُنتج عام 1936، من إخراج أوغوستو جينينا.

## ملخص الفيلم
تدور أحداث الفيلم حول الضابط لودوفيتشي، الذي يسافر إلى ليبيا بعد خيبة أمل عاطفية، حيث يجد نفسه في مواجهة تحديات الحياة العسكرية القاسية في الصحراء. يضطر لإثبات جدارته أمام قائده الصارم خلال مهمة خطيرة ضد المقاومين المحليين. يصوّر الفيلم صراع الإنسان مع الطبيعة القاسية، مقدمًا رؤية جمالية عن العزلة والصراع الداخلي.

## ممثلون
- أنطونيو سينتا
- فوسكو جياتشيتي
- فولفيا لانزي
- فرانشيسكا دالبي
- غويدو سيلانو
- أولينتو كريستينا
- محمد بن مبروك

## وصلات خارجية
- الفرقة البيضاء علي موقع IMDb
- الفرقة البيضاء علي موقع MYmovies.it
- الفرقة البيضاء علي موقع FilmAffinity